# Stkamlulepsemuk
Stkamlulepsemuk (Stkamlu'lEpsEmux, Kamloops Shuswap), naziv za jednu od glavnih grana Shuswap Indijanaca iz područja Kamloopsa i Savone na jugu kanadske provincije Britanska Kolumbija. U angliziranom obliku oni su nazivani imenom Kamloops, a njihovi potomci danas čine dvije od 17 bandi Shuswapa, to su Skeetchestn, prije nazivani Sketskitcesten ili Stskitcesten (Swanton) i Tk'emlups ili Tk’emlupsemc, odnosno Kamloops u užem smislu, čije se ime znači ‘people of the confluence.’ 

## Vanjske poveznice
- Kamloops Indian Band